# 吉野ももみ
吉野 ももみ（よしの ももみ、1984年10月26日 - ）は、日本の元グラビアアイドル、お笑い芸人である。お笑いコンビ「相方不在」の元メンバー。
神奈川県出身。元サンズエンタテインメント所属。一時期ソリッドサンズエンタテインメント（SSE）に転籍。

## 来歴・人物
法政大学出身の両親のもとに出生。兄が1人いる。特技はソシアルダンス、ものまね。
2003年、「グラビアグランプリ2003」（RKB毎日放送主催）のグランプリを受賞。
2007年1月15日～2009年7月5日まで芸能人女子フットサルチーム「carezza」に所属していた。なお、2009年12月6日に行われ、carezzaとしても最後の出場となったメルシートゥフェスタ2009FINALに再びcarezzaの選手として出場した。
同年芸名を「吉野百美」から「吉野ももみ」に改名。サンズ入りがほぼ同期でcarezza同期入団の南まりかとのお笑いコンビ「とうふ」を2007年2月結成、同年3月7日、東京都中野区Studio twlで行われた『新人紅白ネタ合戦』にて初舞台。テレビやライブへの出演など、定期的に活動していた。このコンビ名の由来は、最初は思い付きで吉野が名付けたという。その後、このコンビ名に「豆腐は腹に優しいから人にも優しい」ということや「世間的に大好物というわけではないが、嫌われてもなく、色々な味付けが出来る＝色々な可能性を持っている」という意味を付けている、と話していたことがあった。2007年の「M-1グランプリ」に出場したが、1回戦で敗退。「とうふ」でのお笑いの活動では、とぼけたようなキャラクターを主に持ち味とし、相方の南に「ま～りかさ～ん」と振って、南から「な～に? ももみさん」と返されるという最初のパターンが多かった。本人たちが「鉄板ネタ」と話していたものには、自分たちの胸をネタにして「あんたの～胸は、トマトみた～い」という台詞を発していたものがあった。また、南がベースを弾きながらこのネタを演じたということもあった。中には、男性用のTシャツ姿がステージ衣装だったこともあった。
時々一人で出演することもあり、その時のキャラには魔女に扮した「まじょみ」などがある。2008年になって「とうふ」は事実上解散し、さなとのコンビ「相方不在」として活動。なお相方不在では主にボケ役を務めていた。相方不在は2009年7月29日のライブ『笑いの輪』（東京都中野区なかの芸能小劇場）を最後に活動を停止した。2009年8月12日放送の『爆笑レッドシアター』（フジテレビ）のあるコーナーにおいて杉山裕之（我が家）が「女芸人で付き合うなら誰？」と聞かれたところ名前が挙げられgoogle・yahoo!JAPANにおいて検索ランキング急上昇し本人もブログでそのことを驚きつつも喜びのコメントを書いていた。
相方不在活動停止後の同年8月から留学のため芸能活動を休業していたが、2010年8月20日、フットサル選手高橋健介（PREDETOR→カハ・セゴビア→グアダラハラ）との結婚を発表。2015年現在は2児の母となっている。

## 出演

### テレビ
- 生でGONG! X2  （FIGHTING TV サムライ）
- Kunoichi.TV　（テレビ北海道）
- グラビアの美少女（MONDO21）
- 志村けんのだいじょうぶだぁII:志村診察室 ゲスト　(フジテレビ)
- 草野☆キッド（テレビ朝日） - 「とうふ」として出演
- 内村さまぁ〜ず（ミランカ、第33回） - 「とうふ」として出演
- あっ!と芸人コレクション!　－とうふ－（あっ!とおどろく放送局）
- サスケマニア（TBSテレビ）

（2008年4月27日・5月4日・11日・18日・25日）「2008マッスルクイーン決定戦」
（2008年6月8日・6月15日・6月22日）「東京23区早回りレース」企画に、さなとの「相方不在」の2人で出演
- アリケン（2008年6月26日他、テレビ東京）

（6月26日・7月3日）さなと2人で出演（その後は一人で出演）。この番組の企画アイドルユニット『レディス4』のメンバーに選ばれ、以降準レギュラー出演。2008年7月4日深夜の『生モヤモヤアリケン』（モヤモヤさまぁ〜ず2と合同で生放送を行った番組）にも出演した。
- たかじんTV非常事態宣言（9月15日、讀賣テレビ）テーマ「グラビア界メッタ斬りお色気ポーズ女王（秘）話」
- エンタの天使（2009年3月4日（第9回）、日本テレビ） - 『ももみ』として出演、キャッチコピーは『無邪気な欲しがりっ娘』

### ラジオ
- サンズRainbow Kiss （Kiss-FM KOBE）

### 映画
- 丘のうえから （2008年12月公開、丘のうえから製作委員会）-鈴木智子 役